# El pas del nord-oest (pel·lícula)
 El pas del nord-oest  (original: Northwest Passage) és una pel·lícula d'aventures estatunidenca dirigida per King Vidor, estrenada el 1940, adaptació d'una novel·la de Kenneth Roberts (1937), i doblada al català.

## Argument
Nou Hampshire, 1759. Per idealisme, dos joves, Langdon Towne (Robert Young) i Hunk Marriner (Walter Brennan), s'allisten a una expedició comandada pel Major Rogers (Spencer Tracy), l'objectiu de la qual és aniquilar una tribu índia a la frontera canadenca. Els dos individus tanmateix han mesurat molt malament les conseqüències del seu acte.

## Repartiment
- Spencer Tracy: Major Rogers
- Robert Young: Langdon Towne
- Walter Brennan: 'Hunk' Marriner
- Ruth Hussey: Elizabeth Browne
- Nat Pendleton: 'Cap' Huff
- Louis Hector: Reverend Browne
- Robert Barrat: Humphrey Towne
- Lumsden Hare: Lord Amherst
- Donald MacBride: Sergent McNott
- Isabel Jewell: Jennie Coit
- Douglas Walton: Tinent Avery
- Addison Richards: Tinent Crofton
- Montagu Love: Wiseman Clagett
- Regis Toomey: Webster
- Hugh Sothern: Jesse Beacham
- Lester Matthews: Sam Livermore
- Truman Bradley: Capità Ogden
- Verna Felton: Mme Towne
- Frederick Worlock: Sir William Johnson
- George Eldredge: Tinent Mcmullen
- John Merton: Tinent Dunbar
- Hank Worden: Un Guardabosc

## Seqüeles i projectes relacionats
Segons una font, el guió va ser revisat per altres 12 escriptors, a més dels dos que surten als crèdits L'autor Kenneth Roberts va ser coguionista d'un segon esborrany per a la pel·lícula, un que cobria la novel·la sencera, no només el primer llibre. Tanmateix, els executius de la MGM van abandonar l'esborrany i van fer servir el guió que cobria el primer llibre, com la base per fer la pel·lícula acabada. Aquest és el motiu pel qual la pel·lícula porta el subtítol Book One: Roger's Rangers.
El director King Vidor va intentar fer una seqüela de la pel·lícula en què els Rangers de Rogers troben el Passatge Nord-oest, encara que Roberts es va negar a cooperar amb el projecte. Però el rodatge mai va començar, perquè la MGM no va donar el "vistiplau". MGM va produir una sèrie de televisió el 1958-1959 Northwest Passage protagonitzada per Keith Larsen com Robert Rogers, amb Buddy Ebsen fent de Hunk Marriner. Es va emetre per a NBC.

## Nominacions
- Oscar a la millor fotografia 1941 per Sidney Wagner i William V. Skall